# Freestylers
Freestylers (ook bekend onder de naam Raw As Fuck of Raw As F**k) is een dancegroep uit Londen, Groot-Brittannië, die vooral toegespitst is op het maken van breakbeatmuziek. Daarbij gebruiken ze invloeden uit een grote hoeveelheid andere stijlen. De groep is opgericht in 1996 en staat vooral bekend om de single Push Up die in 2004 in Europa een hit werd. De naam van de groep werd afgeleid van de eerste sample die ze gebruikten: "Don't stop the rock" van Freestyle.

## Biografie
De Freestylers ontstonden toen dj's en producers Matt Cantor, Aston Harvey en aanvankelijk Andrew Galea een electro-single uit wilden brengen. Alle drie waren ze in de jaren tachtig al actief in de dance in Groot-Brittannië. Ook was Cantor actief in de danceact Strike, dat vooral bekend is van de hit U sure do (1995). De electro-single, Drop the Bomb kwam uit in 1997. De single werd uitgebracht op het eigen label van de groep; Scratch City Records. Het lied werd een dance-hit in Groot-Brittannië en Miami. Al vlug na het uitbrengen van de eerste lp "Freestyle LP" verlaat Galea de groep.
Na Drop the Bomb volgden de singles The Scratch City en Uprock Eps kort na elkaar. De doorbraak in eigen land kwam met de single B-Boy Stance, dat in Engeland een top 20- hit werd. In 1998 verscheen het eerste (en tevens het enige zelf geschreven) album van de groep: We Rock Hard. Op dit album staat een mix van bigbeat, reggae, hiphop, pop, breakbeat en jungle. De meest succesvolle single van deze plaat was Ruffneck waarmee ze ook in onder andere Nederland doorbraken.
In 1999 brak de groep ook in de Verenigde Staten door: de singles Don’t Stop en Here we Go werden hits en van We rock Hard werden in de Verenigde Staten 150.000 exemplaren verkocht. In 2000 brachten de Freestylers het remixalbum Electro Science uit.
In 2001 volgde het tweede album Pressure Point. In dat jaar trad de groep onder andere op op het Sziget-festival in Boedapest. Desondanks flopt Pressure Point volgens recensenten. Het Big beat genre, waarmee de Freestylers groot werden, was uit de gratie geraakt. Ook hun eigen platenlabel overleefde het dan ook niet.
De Freestylers gaven na deze tegenslagen echter niet op. Onder de naam 'Raw As F**k' brachten ze in 2002 en 2003 enkele singles met harde donkere breakbeatmuziek uit. In 2004 brachten ze hun derde album 'Raw As F**k' uit onder het Freestylers alias. Op het album staan enkele van de tracks die voor het 'Raw As F**k'-project werden uitgebracht. De toegankelijke housesingle Push up werd een (zomer)hit in 2004 in verschillende landen. In België stond het nummer vanaf 14 augustus 7 weken op nummer 1 in de Ultratop 50 en in Australië behaalde het de tweede plek. In Nederland werd de single 3FM Megahit en trad de groep op op onder andere het Lowlandsfestival. In België won "Push up" datzelfde jaar op de TMF Awards de Radio Donna Award voor beste single van het jaar. De Freestylers wonnen zelf op dezelfde editie de TMF Award voor "Beste Dance buitenland".
In 2005 hielpen de Freestylers bij de doorbraak van de groep Pendulum. Voor de single 'Fasten your seatbelts was een samenwerking aangegaan. Pendulum doet een wederdienst met het Freestylers-nummer 'Painkiller'. Dit nummer stond op het vierde album 'Adventures in freestyle'.
In 2011 brachten The Freestylers de single "Frozen" uit, met Joshua Steele (Flux Pavilion) op de vocalen. De single werd uitgebracht op het nieuwe sublabel van Black Hole Recordings: Rub A Duck. De opvolgsingle van Frozen is getiteld "Over You" en bevat de vocalen van Ami Carmina. Op de single zijn remixen van Speakerhead, Franky Nuts & Azzeration te horen.

## Bandleden

### Heden
- Matt Cantor (dj)
- Aston Harvey (dj)
- MC SirReal (dj)
- Rich Budgen (gitaar)
- Dave Budgen (basgitaar)
- Clive Jenner (drums)

De groep wordt live vaak aangevuld met verschillende zangers of zangeressen.

### Ex-leden
- Andrew Galea (producer)
- MC Navigator (zang)
- Tenor Fly (zang)
- Mad Doctor (scratch-dj)
- Tony Ayiotou (gitaar)
- Joe Henson (basgitaar)
- Coza (breakdancer)
- Marat (breakdancer)
- Tim (breakdancer)

## Discografie

### Hitlijsten
| Single met eventuele hitnotering(en) in de Nederlandse Top 40 | Datum van verschijnen | Datum van binnenkomst | Hoogste positie | Aantal weken | Opmerkingen             |
| ------------------------------------------------------------- | --------------------- | --------------------- | --------------- | ------------ | ----------------------- |
| Ruffneck                                                      | 1998                  | 05-09-1998            | 24              | 7            | met MC Navigator        |
| Push Up                                                       | 2004                  | 03-07-2004            | 2               | 20           | Dancesmash op Radio 538 |
| In Love With You                                              | 2006                  |                       | tip10           |              |                         |

### Albums
- Adventures in Freestyle (2006)
- Raw As Fuck (2004) - #66 Australië
- Pressure Point (2001) - #34 Australië
- We Rock Hard (1998) #33 VK

### Dj-mix/Compilatie-albums
- A Different Story Vol. 1 (2007)
- Fabriclive 19 (2004)
- Electro Science (2000)
- Rough Technique Vol. 1 (1998)
- Hitzone 4 (1998) (alleen het nummer "Ruffneck"")
- FSUK2 (1998)

### Singles enep's
- "Dynamite Love" (2007)
- "Electrified" (2007)
- "In Love With You" (2006) #40 Australië
- "Painkiller" (met Pendulum & Sirreal) (2006)
- "Boom Blast" (met Million Dan) (2005) #75 VK
- "Fasten Your Seatbelts" (met Pendulum) (2005)
- "Get A Life" (2004) #66 VK, #15 Australië
- "Push Up" (met "Theo") (2004) #22 VK, #2 Australië, #1 België
- "Told You So" (2002) #100 Australië
- "Here We Go" (1999) #45 VK
- "B-Boy Stance" (met Tenor Fly) (26 januari 1998) #23 VK
- "Ruffneck" (met MC Navigator) (1998) #23 VK
- "Warning" (met MC Navigator) (1998) #68 VK
- "Adventures in Freestyle EP" (1997)
- "Uprock EP" (16 juni 1997)
- "Freestyle EP" (1996)
- "Now Is The Time"
- "Get Down Massive"

## Wetenswaardigheden
- De groep wordt vaak verward met de Finse hiphopgroep Bomfunk MC's die in 1999 en 2000 een hit hadden met het nummer Freestyler. Ook wordt vaak gedacht dat de Freestylers hun naam aan dit lied hebben ontleend, maar dit is onmogelijk gezien het feit dat de Freestylers al in 1997 hun naam hadden gekozen. Op de MySpace van de Freestylers staat dan ook: "for all those cluless fuckers out there, we should not be confused with the group "bombfunk mcs" who happened to make a song called "freestyler". It's pissed me off for the past 8 years. Hopefully that'll put the record straight".